# Hydrochorie

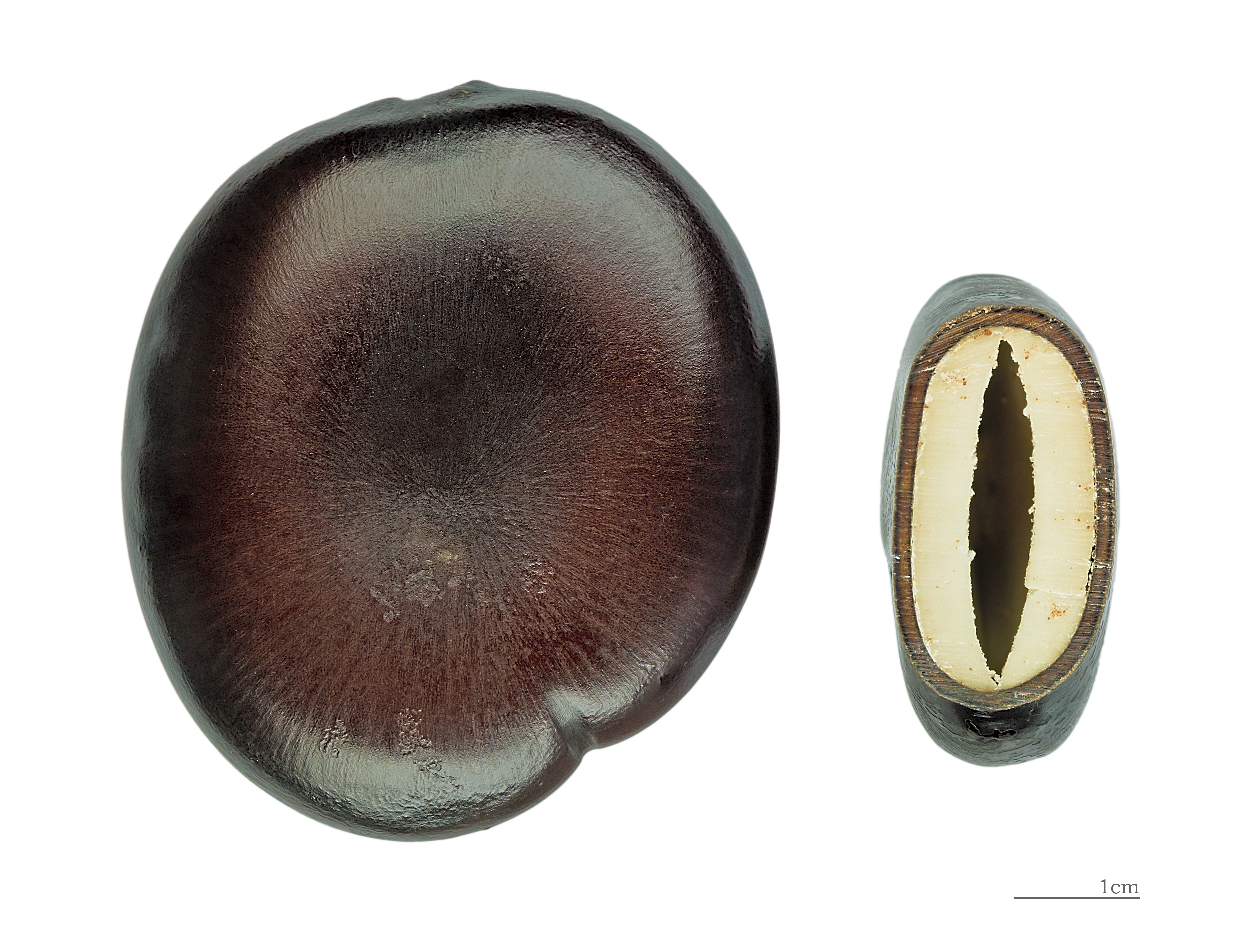
Entada phaseoloides - Nautochorie

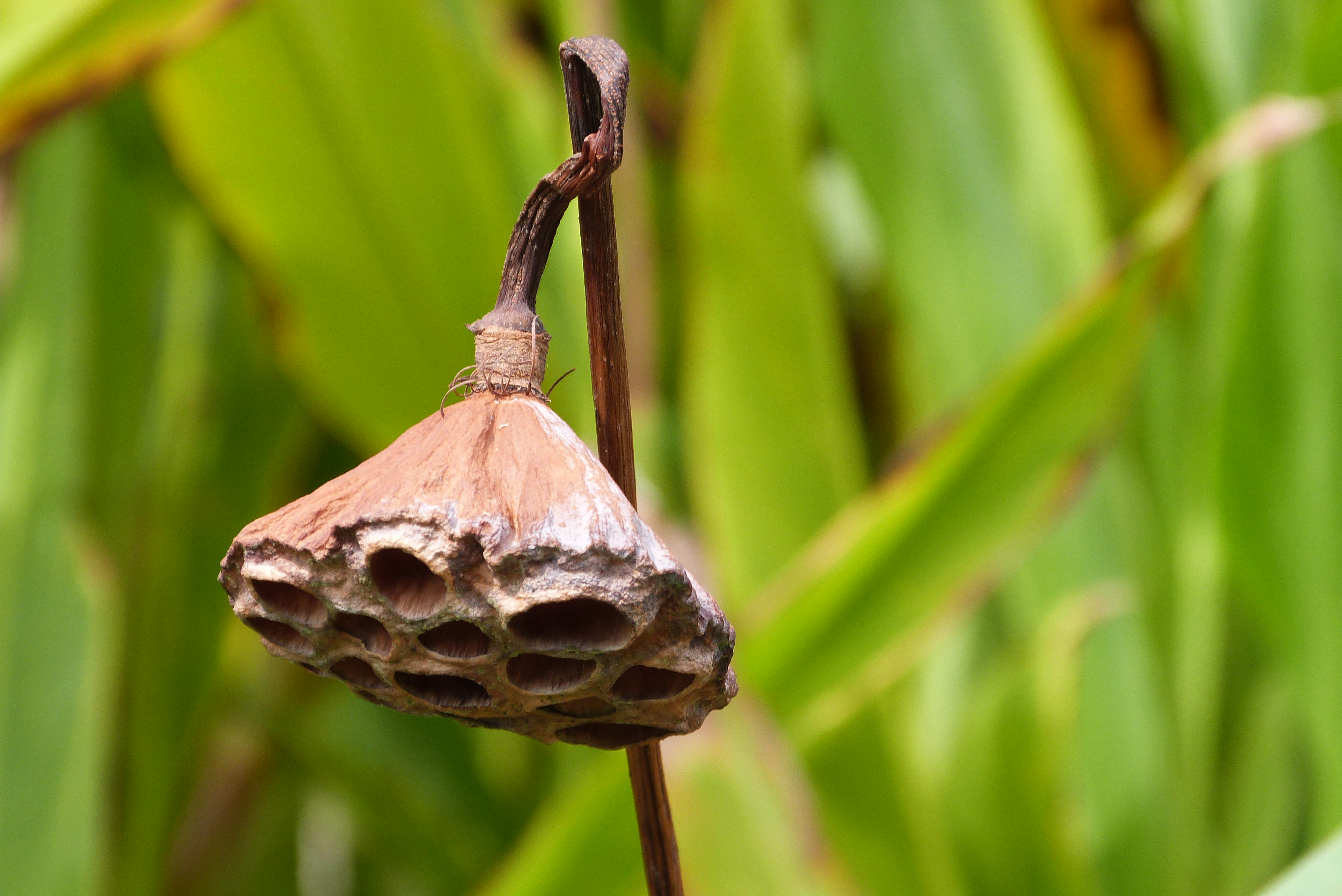
Réceptacle vide du Lotus sacré.

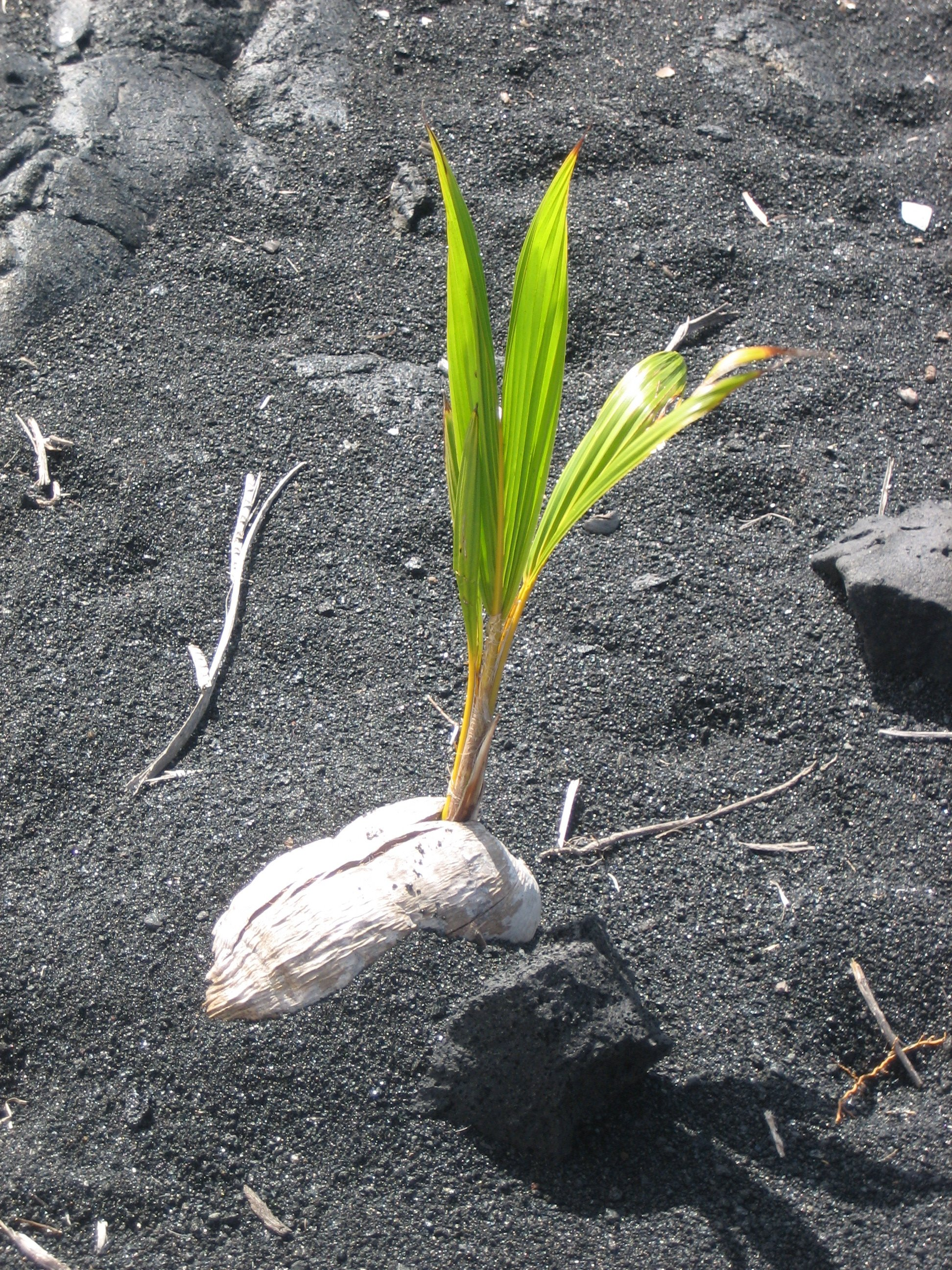
Noix de coco germant sur une plage

L'hydrochorie désigne tous les modes de dispersion des graines des végétaux ou des diaspores se faisant grâce à l'eau.

## Typologies
- De nombreux organismes se laissent transporter par les eaux de ruissellement : capsules flottant dans les ruisseaux et lames d'eaux de ruissellement, sans nécessiter la présence d'un cours d'eau.
- Les plantes aquatiques des eaux calmes laissent le vent pousser la graine sur l'eau ; c'est une stratégie commune chez ces plantes, par exemple chez Sparganium emersum[1],[2] ou chez les Lotus (Nelumbo sp.) ; Nelumbo nucifera qui produit des fruits (akènes) qui murissent au fond d'un réceptacle en forme de pomme d'arrosoir. Quand ils sont mûrs, le réceptacle se détache, se retourne pointe en l'air et part à la dérive ou est poussé par le vent. Il finit par accoster une berge ou pourrir et laisser les graines tomber au fond de l'eau pour germer. 
D'autres plantes aquatiques sont hydrochores, mais avec des processus différents : Nénuphar blanc (Nymphea alba), Nénuphar jaune (Nuphar luteum), Châtaigne d'eau (Trapa natans), Iris jaune (Iris pseudacorus).
- De nombreuses espèces se dispersant par spores qui sont éclaboussées par des gouttes de pluie (effet splash tombant sur les plantes : c'est l’ombrochorie. Chez le champignon Cyathus striatus la pluie est nécessaire pour disperser violemment jusqu'à 2 mètres de distance les péridioles contenant les spores. 
De nombreuses fougères, mousses sont ombrochores.
- Certaines plantes littorales profitent volontiers des courants marins : on parle alors de nautochorie ; le cocotier (cocos nucifera) : l'origine de cette plante est inconnue parce que ses fruits germent partout où les courants font échouer ses énormes graines. Il a également été propagé par les peuples du Pacifique, le long de leurs migrations. Le fruit du cocotier, la noix de coco est une drupe extraordinairement adaptée : l'enveloppe est fibreuse résistant aux chocs. Elle empêche l'eau salée de pénétrer et conserve de l'air qui assure sa flottabilité. En Europe, la betterave maritime confie ainsi ses graines à la mer qui peut les conduire à des dizaines ou centaines de kilomètres de la plante-mère. Les scientifiques estiment que, dans le monde végétal actuel, seules 0,1 % des graines ont la capacité de flotter en mer[3].

### Classification des graines dérivantes

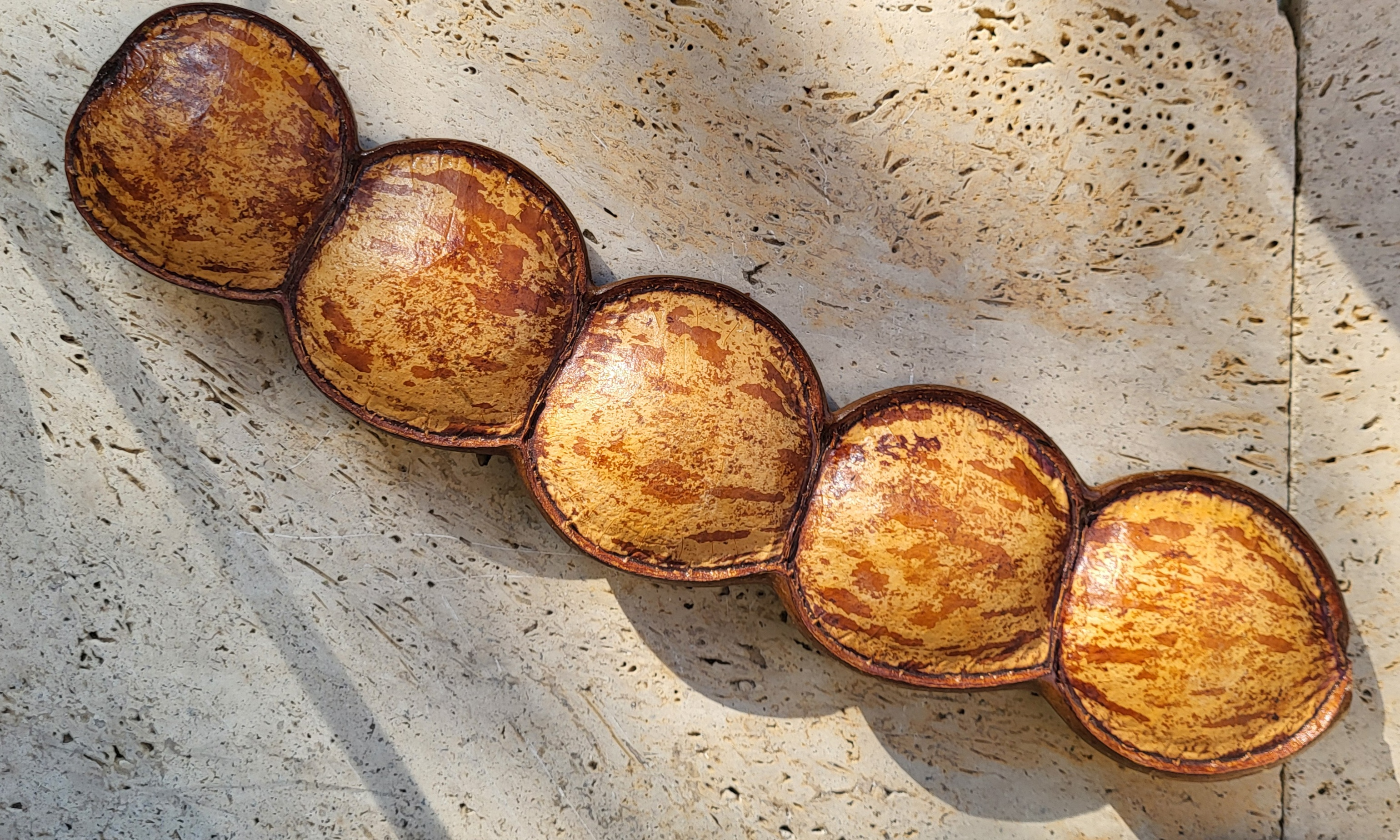
Gousse dEntada gigas

Les espèces peuvent être classées en cinq catégories selon leur mode de flottabilité
- Bulle d'air située située à l'intérieur de la graine comme chez Ipomea spp. , Merremia sp. (Convolvulaceae), Mucuna elliptica, Mucuna sloanei, Mucuna urens, Entada sp. la liane wa-wa, (Fabaceae),  Omphalea diandra (Euphorbiaceae) oufruits à compartiments comme Juglans spp. (Juglandaceae), Sacoglottis amazonica (Humiriaceae) ou encore Canarium spp. (Burseraceae) ainsi que tous les palmiers.
- Tissus peu denses des cotylédons comme chez pour trois genres de Fabaceae : Canavalia, Dioclea et Erythrina.
- Enveloppe fibreuse comparable au liège : Cerbera spp. (Apocynaceae), Hippomane mancinella le mancenillier (Euphorbiaceae), Terminalia, le badamier (Combretaceae
- Finesse du fruit chez Avicennia germinans, le paletuvier blanc (Acanthaceae) ou Peltophorum pterocarpum (Fabaceae).
- Combinaison des facteurs ci-dessus Barringtonia asiatica le bonnet d'évêque et Grias cauliflora la poire anchois Lecythidaceae ou Cocos nucifera le cocotier (Arecaceae)[4].

## Hydrochorie etréseaux écologiques
L'hydrochorie est un des phénomènes distributifs et de diversification génétique, a priori avantageux et sélectionné par l'évolution. Il est réputé en grande partie "passif", mais en réalité beaucoup de mousses, fougères et plantes supérieures, lichens ou champignons libèrent "activement" leurs propagules (fruits, graines ou unités végétative susceptible de prendre racine en aval) uniquement ou préférentiellement quand il pleut, par temps très humide (brume saturante avec ruissellement de condensation) ou quand elles sont dans l'eau. De même pour les pontes ou libérations de larves par divers organismes aquatiques animaux.

Les propagules végétales sont flottantes ou immergées, et certaines peuvent passer d'un état flottant (radeau) à immergé, permettant à certaines plantes de germer sur le fond du cours d'eau.
L'hydrochorie joue un rôle  très structurant, et parfois majeur pour les patterns de certaines végétations aquatiques et rivulaires, ainsi que pour l'entretien de la diversité génétique à longue distance d'un grand nombre de plantes des zones humides (riz sauvage par exemple). C'est plus particulièrement le cas pour toutes les graines et autres propagules des plantes typiques des ripisylves. 

On a longtemps pensé qu'en raison de la forte saisonnalité ou de la directionnalité imposée aux propagules et graines par les courants ou flux d'eau  le pattern devrait traduire un flux descendant, et c'est parfois le cas, mais la réalité est plus complexe. 

L'hydrochorie influence certes fortement le pattern de distribution des espèces (espèces pionnières en particulier). et génétiquement, l'hydrochorie peut réduire l'agrégation spatiale d'individus génétiquement proches et faciliter un flux génique élevé au sein d'une métapopulation, et accroître la diversité génétique dans les populations recevant de nombreuses propagules, mais si le déplacement se fait souvent majoritairement dans le sens du courant, de l'amont vers l'aval, l'observation montre que ce n'est pas toujours le cas. 

Des observations fines de la temporalité des dispersions (phénologie de dispersion) ont été récemment faites, avec des résultats parfois surprenants ; par exemple sur la Meuse belge la diversité et les patterns génétiques de plantes qu'on pensait uniquement ou principalement hydrochores ne confirme pas l'hypothèse d'un flux descendant, soit conclut l'étude parce qu'on a sous-estimé l'importance d'un transport de graines vers l'amont (par zoochorie a priori)  pour ces plantes (ex : Rorippa sylvestris, une sorte de cresson sauvage), soit que des phénomènes récurrents d'extinction/recolonisation de sous-populations au sein de la métapopulation aient fortement hétérogénéisé cette flore, ces deux explications pouvant s'additionner.  

Dans certains cas, des oiseaux ou d'autres animaux remontent des graines ou propagules vers la source du cours d'eau. Beaucoup plus rarement le passage de trombes ou fortes tempêtes, de tsunamis peuvent aussi disperser des propagules vers l'amont. Plus souvent, les crues dispersent les propagules dans la plaine inondable où certains animaux pourront éventuellement aussi transporter certaines propagules (sur leur pelage par exemple) vers les annexes hydrauliques des cours d'eau ou vers l'amont. Le rôle des poissons dans le transport de propagules végétales ou leur remise en circulation, y compris contre le courant, c'est-à-dire vers l'amont pourrait ainsi avoir été sous-estimé. En forêt tropicale, sous les arbres, ou dans les plaines régulièrement inondées d'Amérique du Sud on observe les poissons se précipiter sur certaines fleurs, fruits ou graines tombant des arbres et ils contribuent aussi à disperser des graines dans les plaines d'inondation,.  Et aux États-Unis on a récemment (2003) montré que des poissons mangent aussi divers fruits et graines (ex : les fruits du mûrier rouge (Morus rubra) et du troène des marécages (Forestiera acuminata, deux plantes des berges sont recherchées par la barbue de rivière (Ictalurus punctatus) dans les plaines d'inondation du Mississippi, et on a expérimentalement confirmé que ces graines germent mieux après être passées dans le tube digestif de la barbue que quand on a simulé sa chute dans l'eau d'une crue sans ingestion par un poisson. Les auteurs ont conclu que « la consommation de fruits et la dispersion des graines par les poissons sont peut-être des phénomènes plus répandus qu'on ne le croyait jusqu'ici ».
Cependant, l'Homme, via les endiguements, l'artificialisation et la régulation des cours d'eau, les seuils artificiels et les grands barrages ont aussi eu trois grands impacts sur l'hydrochorie (et le transport par les poissons) ; en réduisant les débits de pointe (et donc la capacité de dispersion), en modifiant les calendriers naturels de dispersion, et parfois en présentant des barrières physiques (grands barrages) à la dispersion ou en transportant ou transplantant des propagules (Peuplier noir, Populus nigra par exemple). 

On a montré en Suède que dans une rivière très fragmentée par des barrages, par rapport à une rivière comparable sans barrages, les patterns de dérive des propagules diffèrent et les propagules circulent mieux dans les rivières non fragmentées, avec au total une biodiversité plus élevée,.

## Essais de modélisation
Des expériences visent à modéliser et prédire la phénologie de l'hydrochorie. Par exemple des simulations ont été faites dans de petits cours d'eau artificiels où l'on peut contrôler le débit et par exemple reproduire un effet de « lâcher de barrage » ; il s'agissait de mesurer pour les modéliser les effets individuels et combinés de régimes d'écoulement différents sur le transport de vraies graines (ex semences de bouleaux colorées différemment selon le moment où elles ont été mises à l'eau). On a ainsi montré qu'une crue ou un lâcher de barrage peuvent fortement modifier la dynamique de déposition de graines le long des berges, mais ces facteurs et conditions de dispersion sont encore mal compris et sont un des sujets d'étude importants de la dynamique des populations, qu'il convient de prendre en compte (et donc de comprendre) pour une bonne fonctionnalité des trames bleues. En France, le Grenelle de l'environnement a jugé en 2007 prioritaire et urgent la restauration et protection d'une trame bleue et bleu marine... Et un « bon état écologique » des bassins versants est exigé pour 2015 par la Directive européenne cadre sur l'eau.

## Hydrochorie et plantes invasives
L'hydrochorie est parfois aussi un facteur d'invasion biologique (pour la jussie des marais par exemple), qu'on cherche à mieux comprendre pour mieux le maîtriser ou anticiper.

## Prospective
Le changement climatique et une augmentation des pompages et de l'irrigation agricole pourraient encore modifier le rôle et les conditions d'hydrochorie ; en modifiant le cycle temporel de l'eau et l'hydrologie des masses d'eau, ainsi que les conditions nécessaires à la libération de propagules et à la colonisation végétale des fonds, îles ou berges et annexes hydrauliques.
L'hydrochorie est l'un des éléments à prendre en compte dans une gestion de la biodiversité dans les trames bleues et aux échelles de bassins versants et de leurs plaines d'inondation quand elles existent encore.